# Bob Cortner
Robert Charles Cortner (ur. 16 kwietnia 1927 w Redlands, zm. 19 maja 1959 w Indianapolis) – amerykański kierowca wyścigowy.

## Biografia
Był zaangażowany w wyścigi midgetów od II wojny światowej. W 1957 roku został mistrzem stowarzyszenia Bay Cities Racing Association. W 2007 roku został włączony do hali sław tej organizacji.
Dwukrotnie podjął nieudaną próbę zakwalifikowania się do wyścigu Indianapolis 500. Podczas drugiej z tych prób, w 1959 roku, jego samochód w trakcie próby kwalifikacji uległ silnemu podmuchowi wiatru, przez co Cortner stracił kontrolę nad pojazdem i uderzył w bandę. Wskutek tego kierowca uderzył głową w kierownicę. Zmarł wskutek rozległych obrażeń głowy.

## Wyniki w Formule 1
W latach 1950–1960 wyścig Indianapolis 500 był eliminacją Mistrzostw Świata Formuły 1.
| Legenda oznaczeń w tabelach wyników Wyświetl szablon na nowej stronie | Legenda oznaczeń w tabelach wyników Wyświetl szablon na nowej stronie                                                                     |
| Oznaczenie                                                            | Wyjaśnienie |
| --------------------------------------------------------------------- | --- |
| Złoty                                                                 | Zwycięzca lub mistrzostwo |
| Srebrny                                                               | 2. miejsce lub wicemistrzostwo |
| Brązowy                                                               | 3. miejsce lub II wicemistrzostwo |
| Zielony                                                               | Ukończył, punktował (w klasyfikacji generalnej, gdy zdobył co najmniej jeden punkt na przestrzeni sezonu, poza trzema powyższymi opcjami) |
| Niebieski                                                             | Ukończył, nie punktował (w klasyfikacji generalnej, gdy nie zdobył co najmniej jednego punktu na przestrzeni sezonu)                      |
| Czerwony                                                              | Nie zakwalifikował się (NZ) |
| Czerwony                                                              | Nie prekwalifikował się (NPK) |
| Różowy                                                                | Nie ukończył (NU) |
| Różowy                                                                | Niesklasyfikowany (NS) (w klasyfikacji generalnej, gdy nie został sklasyfikowany w żadnym wyścigu sezonu)                                 |
| Czarny                                                                | Zdyskwalifikowany (DK) |
| Czarny                                                                | Wykluczony (WYK/EX) |
| Biały                                                                 | Nie wystartował (NW) |
| Biały                                                                 | Kontuzjowany (K/INJ) |
| Biały                                                                 | Wyścig odwołany (OD/C) |
| Bez koloru                                                            | Został wycofany (WYC/WD) |
| Bez koloru                                                            | Nie przybył (NP/DNA) |
| Bez koloru                                                            | Nie brał udziału w treningach (NT/DNP) |
| Bez koloru                                                            | Nie został zgłoszony (–) |
| Pogrubienie                                                           | Start z pole position |
| Kursywa                                                               | Najszybsze okrążenie wyścigu |
| †                                                                     | Nie ukończył, ale jego rezultat został zaliczony ze względu na przejechanie więcej niż 90% dystansu wyścigu.                              |
| *                                                                     | Sezon w trakcie |
| 1/2/3                                                                 | Punktowana pozycja w sprincie kwalifikacyjnym                                                                                             |
| Lista systemów punktacji Formuły 1                                    | |

| Rok  | Zespół             | Samochód                   | Silnik             | Wyniki w poszczególnych eliminacjach | Wyniki w poszczególnych eliminacjach | Wyniki w poszczególnych eliminacjach | Wyniki w poszczególnych eliminacjach | Wyniki w poszczególnych eliminacjach | Wyniki w poszczególnych eliminacjach | Wyniki w poszczególnych eliminacjach | Wyniki w poszczególnych eliminacjach | Wyniki w poszczególnych eliminacjach | Wyniki w poszczególnych eliminacjach | Wyniki w poszczególnych eliminacjach | Pkt. | Msc. |
| ---- | ------------------ | -------------------------- | ------------------ | ------------------------------------ | ------------------------------------ | ------------------------------------ | ------------------------------------ | ------------------------------------ | ------------------------------------ | ------------------------------------ | ------------------------------------ | ------------------------------------ | ------------------------------------ | ------------------------------------ | ---- | ---- |
| 1958 |                    |                            |                    | Argentyna                            | Monako                               | Holandia                             | Stany Zjednoczone                    | Belgia                               | Francja                              | Wielka Brytania                      |                                      | Portugalia                           | Włochy                               | Maroko                               | 0    | NS   |
| 1958 | McKay's Bulldog    | Kurtis Kraft 3000          | Offenhauser 4,5 R4 | -                                    | -                                    | -                                    | NZ                                   | -                                    | -                                    | -                                    | -                                    | -                                    | -                                    | -                                    | 0    | NS   |
| 1959 |                    |                            |                    | Monako                               | Stany Zjednoczone                    | Holandia                             | Francja                              | Wielka Brytania                      |                                      | Portugalia                           | Włochy                               | Stany Zjednoczone                    |                                      |                                      | 0    | NS   |
| 1959 | Cornis Engineering | Cornis Engineering Special | Offenhauser 4,5 R4 | -                                    | NZ                                   | -                                    | -                                    | -                                    | -                                    | -                                    | -                                    | -                                    |                                      |                                      | 0    | NS   |